# John Dransfield
John Dransfield ( n. 1945) es un botánico inglés, uno de los más famosos expertos en palmas, y habiendo sido "Director de Investigaciones de Kew Gardens", hasta su retiro en 2005. Actualmente es investigador honorario, y continua en alta consideración de la comunidad científica
Fue partícipe entre 2001 a 2004 del UK Darwin Initiative Papuan Plant Diversity Project, habiendo trabajado extensamente en Indonesia, y en Papúa Nueva Guinea.

## Algunas publicaciones
- The typification of Linnean palms.International Bureau for Plant Taxonomy and Nomenclature, 1979.[4]

- A manual of the rattans of the Malay Peninsula. By John Dransfield. Forest Dept. Ministry of Primary Industries, Malaysia, 1979.[5]

- The rattans of Sabah. Por John Dransfield. Forest Dept. Sabah, 1984.[6]

- Priority species of bamboo and rattan. Con V. Ramanatha Rao. Bioversity International, 1998.[7]

- Corybas west of Wallace's Line. Royal Botanic Gardens, Kew, 2000.[8]

### Libros
- Dransfield, J. Palmae. Publicado en acuerdo del Gob. de East African, por Balkema, 1986.[9]

- Dransfield, J; NW Uhl, MR Sheehan (ilustradora). 1987. Genera Palmarum: A Classification of Palms Based on the Work of Harold E. Moore, Jr.. Ed. Kew Pub. 75 pp.[10] ISBN 0-935868-30-5

- Synge, H; J Dransfield, DV Johnson. 1988. The Palms of the New World: A Conservation Census. Ed. Kew Pub. 56 pp.[11] ISBN 2-88032-941-8

- Dransfield, J. The rattans of Sarawak. Royal Botanic Gardens, Kew, 1992.[12]

- Beentje, H; J Dransfield, Royal Botanic Gardens, Kew; International Palm Society. 1995.  The Palms of Madagascar. Ed. Kew Pub. 475 pp.[13] ISBN 0-947643-82-6

- Dransfield, J. 1997.  The Rattans of Brunei Darussalam. Ed. Kew Pub. 217 pp. ISBN 99917-31-02-4

- Dransfield, J.; N Manokaran, FAO, International Network for Bamboo and Rattan, FO Tesoro. 2002a.  Rattan: Current Research Issues and Prospects for Conservation and Sustainable Development. FAO Pub. 272 pp. ISBN 92-5-104691-3

- Rafaël Govaerts, John Dransfield. World checklist of palms. Royal Botanic Gardens, Kew, 2005.[14]

- Dransfield, J. 2006a.  Field Guide to the Palms of Madagascar. Ed. Kew Pub. 172 pp.[15] ISBN 1-84246-157-5

- Baker, WJ; J Dransfield. 2006b.  Field Guide to the Palms of New Guinea. Ed. Kew Pub. 108 pp.[16] ISBN 1-84246-138-9

- John Dransfield, Natalie W. Uhl. Genera Palmarum: the evolution and classification of palms. Kew Pub. 2008.[17] Received the 2009 Annual Literature Award of the Council on Botanical and Horticultural Libraries.[1]

- La abreviatura «J.Dransf.» se emplea para indicar a John Dransfield como autoridad en la descripción y clasificación científica de los vegetales.[18]

## Honores
- 2004: Medalla linneana,[19] galardón anual de la Sociedad Linneana de Londres.

### Eponimia
Género
- (Arecaceae) Dransfieldia W.J.Baker & Zona 2006[20]

Especies
- (Arecaceae) Areca dransfieldii Heatubun[21]

- (Arecaceae) Plectocomia dransfieldiana Madulid[22]

- (Orchidaceae) Bulbophyllum dransfieldii J.J.Verm.[23]